# Paul Paradis
Pour les articles homonymes, voir Canossa (homonymie), Paradisi et Paradis (homonymie).
Paolo Canossa, dit Paolus Paradisus ou Paul Paradis, né à Venise au début du XVIe siècle et mort à Paris en 1549, est un hébraïsant d'origine italienne et l'un des premiers professeurs du Collège royal.

## Biographie

### Origine et conversion
Paul Paradis serait né à Venise sous le nom de Viviano dal Banco ou encore Vivian Meshulam. Il serait le fils de Jacopo dal Banco et le petit-fils d'Anselmo dal Banco, ce dernier étant décrit par Marino Sanuto comme le juif le plus riche de Venise. Si l'on en croit Sanuto, le baptême de Vivian dal Banco a lieu le 19 janvier 1529 dans l'église des Franciscains de Venise, alors qu'il est âgé de 17 ans. Parmi ses parrains figure Lodovico Canossa, ambassadeur du roi de France et évêque de Bayeux. Comme le veut l'usage, le nouveau converti prend le nom de son parrain ; aussi est-ce sous le nom de Paolo Canossa ou Paul le Canosse qu'on le connaît par la suite.

### Arrivée en France
Après sa conversion, Paul Paradis entre dans l'entourage de son parrain Lodovico Canossa ; c'est peut-être en accompagnant ce dernier qu'il arrive en France. On a aussi dit qu'il faisait partie de l'entourage de Marguerite de Navarre, à qui il aurait donné des leçons de grec et d'hébreu.

### Enseignement comme professeur royal
En 1531, François Ier nomme Paul Paradis professeur royal en hébreu, en supplément d'Agacio Guidacerio et François Vatable. Il est vraisemblable que cette nomination se soit faite sur la recommandation de Lodovico Canossa, qui avait déjà été le protecteur d'un autre lecteur royal, Jacques Toussain.
En janvier 1534, la Faculté de théologie de Paris, par la voix de son doyen Noël Béda, intente à plusieurs lecteurs royaux un procès devant le Parlement de Paris. Paul Paradis et ses collègues sont accusés d'avoir délivré une interprétation des textes sacrés dans le cadre de leurs cours de grec et d'hébreu sans avoir reçu la formation théologique les y autorisant. Le point de départ de la plainte est en effet un billet diffusé dans les rues de Paris et présentant le programme des cours des lecteurs royaux. On y apprend que Paul Paradis propose à ce moment un cours sur « les Proverbes de Salomon ». La crainte de Noël Béda est que ces professeurs « ne taxent ou dérogent à la translation de la Sainte Escriture dont use l'Église romaine ou occidentale et par icelle approuvée il y a environ onze cens ans ». Usant de son autorité royale, François Ier met bientôt fin à cette procédure qui entrave ses visées humanistes.
En 1534, un de ses élèves, Jean du Frêne (Joannes Fraxino) a publié avec l'accord de Paul Paradis un dialogue entre deux de ses élèves sur la manière d'enseigner et de lire l'hébreu ayant pour titre Pauli Paradisi, Veneti, Hebraïcarum Litterarum Regii interpretis, de modo legendi hæbraïce, dialogus (lire en ligne).
En 1536, François Ier octroie à Paul Paradis des lettres de naturalité. Sa sœur Françoise devient dame d'honneur de Marguerite de Navarre, puis de Catherine de Médicis.
Parmi les élèves de Paul Paradis, on compte Jean Cinquarbres, Robert Ceneau et William Snouckart van Schauburg. En outre, Guillaume Postel et Nicolas Bérault ont fait son éloge dans des préfaces.

## Œuvre
On ne connaît de Paul Paradis qu'une seule publication, le De modo legendi Haebraice dialogus, un dialogue en latin sur la manière de lire l'hébreu paru en 1534 chez l'imprimeur-libraire Jérôme de Gourmont. Dans ce dialogue, Paul Paradis met en scène deux de ses élèves, Martial de Gouvéa et Matthieu Budé (fils du célèbre humaniste Guillaume Budé), en train de réviser la prononciation des lettres de l'alphabet hébraïque. 
La Bibliothèque de l'Arsenal et le département des Manuscrits de la Bibliothèque nationale de France conservent de lui deux manuscrits sur La Vie et la Naissance du prophète Moyse, traduite de l'hébreu en françoys par Paul Paradis. Il s'agit d'une traduction française de la Chronique de Moïse, légende juive datée entre le IXe siècle et le XIe siècle.